# Hexatoma (Eriocera) uniflava
Hexatoma (Eriocera) uniflava is een tweevleugelige uit de familie steltmuggen (Limoniidae). De soort komt voor in het Oriëntaals gebied.